# Thiéblemont-Farémont
Thiéblemont-Farémont is een gemeente in het Franse departement Marne (regio Grand Est) en telt 601 inwoners (1999). De plaats maakt deel uit van het arrondissement Vitry-le-François.

## Geografie
De oppervlakte van Thiéblemont-Farémont bedraagt 9,3 km², de bevolkingsdichtheid is 64,6 inwoners per km².
De onderstaande kaart toont de ligging van Thiéblemont-Farémont met de belangrijkste infrastructuur en aangrenzende gemeenten.

## Demografie
Onderstaande figuur toont het verloop van het inwonertal (bron: INSEE-tellingen).